# Limnonectes ibanorum
Limnonectes ibanorum es una especie de anfibio anuro del género Limnonectes de la familia Dicroglossidae.

## Distribución geográfica
Es Endémica de las colinas del centro de Borneo.